# Latok III
Der Latok III ist ein 6946 m hoher Berg im Panmah Muztagh im Karakorum. 

## Lage
Der Latok III gehört zur Latok-Gruppe und ist östlicher Nachbar des Latok I.

## Besteigungsgeschichte
Die Erstbesteigung gelang einer sechsköpfigen japanischen Expedition 1979.
Am 15. Juli erklommen Kazushige Takami, Sakae Mori und Yoji Teranishi den Gipfel.